# Контроллинг
Контроллинг — комплексная система поддержки управления организацией, направленная на координацию взаимодействия систем менеджмента и контроля их эффективности. Контроллинг может обеспечивать информационно-аналитическую поддержку процессов принятия решений при управлении организацией (предприятием, корпорацией, органом государственной власти) и может быть частью, прописывающей принятие определённых решений в рамках определённых систем менеджмента.
Современный контроллинг включает в себя управление рисками, обширную систему информационного снабжения предприятия, систему оповещения путём управления системой ключевых показателей, управление системой реализации стратегического, тактического и оперативного планирования и систему менеджмента качества.

## Виды контроллинга
1. Стратегический контроллинг. Отслеживает изменения, происходящие как в самой организации, так и в окружающей её среде. При этом большую роль играет характер изменений. Такой вид контроллинга ориентирован на поддержание и формирование потенциала успеха, проведение антикризисной политики по всем её направлениям. Он решает следующие задачи: контроль реальности качественных и количественных параметров развития, установление целей, определение принципов антикризисного управления в конкретных условиях; распределение по форме и мере ответственности за выполнение определённых заданий стратегической программы; анализ и исследование альтернативных стратегий; определение критических факторов реализации стратегической программы — как внешних, так и внутренних; определение этапных моментов реализации стратегической программы, требующих усиления контроля, использования специальных методов оценки, обнаружения и проч.; установление связи показателей с целью антикризисного управления, их валидности и надёжности, достаточного состава и методики рассчёта; формирование критериальной основы оценок, отклонений, нормативных величин.[1]
2. Тактический контроллинг. Характеризует текущую деятельность по осуществлению систематизированного контроля организации и решает следующие задачи: установление необходимой периодичности контроля, позволяющей своевременно обнаруживать возможности отклонений, опасные явления и слабые стороны; определение и реализация масштабов контроля (существует тотальный, выборочный, локальный и общий контроль); обеспечение глубины контроля, отражающей возможности улавливания слабых сигналов, обнаружения тех процессов, которые лишь в ближайшем будущем могут стать более заметными; регулирование трудоёмкости контроля, которая в значительной степени зависит от его организации и методики, использования современных технических средств обработки информации, масштабов и глубины контроля, квалификации персонала, осуществляющего контроль; мотивация и обеспечение условий контроля, отражающие то, что контроль всегда предполагает участие человека; определение критических точек контролируемого процесса. Связи стратегического и тактического контроллинга проявляются в методологии и организации контрольной деятельности. Методология контроллинга характеризуется его целями, принципами, подходами, инструментами и методами.[2][3]

## Региональная специфика
В различных странах занимающиеся контроллингом менеджеры (контроллеры) могут иметь различный уклон. Так например в США присутствует сильный финансовый уклон (бюджетирование, управление страховками, управление налоговой стороной и т. д.), а в Германии более сильно развито управление затратами и их планирование и т. д.
Практика контроллинга была заимствована из Англии как часть общепринятой практики бизнеса в соответствии с требованиями правил «Company Acts», дошедшими из 1700-х годов. Сам термин «controlling» зародился в США, в 1970-е годы понятие «контроллинга» перекочевало в Западную Европу, а затем в начале 1990-х распространилось по всему миру.

## Построение системы
Контроллинг рассматривается, с одной стороны, как философия, образ мышления руководителей, ориентированные на эффективное использование ресурсов и развитие предприятия (организации) в долгосрочной перспективе и как ориентированная на достижение целей интегрированная система информационно-аналитической и методической поддержки руководителей в процессе планирования, контроля, анализа и принятия управленческих решений по всем функциональным сферам деятельности предприятия.
При построении систем контроллинга всегда требуется сопоставление эффекта от неё (как в краткосрочном, так и в долгосрочном ракурсе) с усложнением системы управления предприятием (повышением трудоёмкости процессов).
В систему контроллинга включаются следующие аспекты:
- определение целей деятельности;
- отражение этих целей в системе эффективных и сбалансированных показателей (KPI);
- регулярный контроль (измерение) фактических значений показателей;
- анализ и выявление причин отклонений фактических значений показателей от плановых;
- принятие на этой основе управленческих решений по минимизации отклонений.

Целевая задача контроллинга — построение на предприятии эффективной системы принятия, реализации, контроля и анализа управленческих решений.
Основные задачи, которые нужно решить:
- Оптимизация управления организационной структурой.
- Организация эффективной системы учёта операций и результатов.
- Внедрение систем планирования, контроля и анализа деятельности.
- Обеспечение мотивации персонала в повышении эффективности работы компании.
- Автоматизация систем учёта и управления компанией.

## Вводный пример
Рассмотрим пример очень маленькой организации, где управленец (менеджер), являясь одновременно собственником или полностью ответственным перед всем окружением организации, работает в одно и то же время и в одном месте со своими рабочими. Он сам может определять качество будущей продукции или услуги. Сам определяет с качеством взаимосвязанную скорость работы. Сам определяет справедливое вознаграждение для рабочих. Сам решает как поступить с отходами производства. Сам закупает инструмент и материал (по определению). Сам рассчитывает финансовое равновесие (доходы и расходы). Сам планирует будущее развитие и работает над реализацией и т. д. и т. п.
Зачастую с целью поднятия прибыли (необходимого объёма работ, рентабельности, стабильности и т. д.) управленец (менеджер) расширяет численность сотрудников до 3 или 7 (число в зависимости от сферы деятельности). Объём его диспозитивной работы возрастает, коррелируя с растущим объёмом объектно-ориентированной работы его служащих. Результатом такого решения становится невозможность в одно и то же время и в одном месте быть со своими рабочими и контролировать производительность труда, качество работы рабочих, обращение с инструментом, «мусором» и т. д. и т. п. Вытекающие из этого последствия, при наличии помех в процессе работ (а жизнь зачастую состоит из помех — системных и случайных), могут быть следующими: некачественная продукция или услуга с возможной потерей заказчика, нерентабельное производство с последующим банкротством, несправедливое премирование рабочих с последующей демотивацией и т. д. и т. п.
Следующий этап роста численности сотрудников организации предполагает передачу многих диспозитивных функций от управленца (менеджера) к среднему уровню менеджмента, так как выполнение данного объёма диспозитивных функций управленцу уже не под силу. Наш управленец просто не в состоянии закупаться инструментом и материалом, руководить производством, охранять имущество, вести финансовый учёт и т. д. и т. п. Но передача диспозитивных функций ведёт к большему количеству и большей степени рисков и, соответственно, возрастающими последствиями для полностью ответственного. Примеры: долгосрочное планирование деятельности, бюджетирование, проведение дорогостоящего исследования, юридически спорная рекламная акция и т. д. Ведь ответственность остаётся на нашем управленце.
Пытаясь ответить на вопрос, как сделать возможным, чтобы организация работала с меньшими рисками и с лучшими характеристиками, и разрабатываются целые системы управления, которые зачастую объединяют под понятием контроллинга. Суть этих систем можно зачастую описать как набор интеллектуальных (систематизированных) механизмов для контролированного направления действий служащих при отсутствии на месте ответственного управляющего, которые ведут к эффективному, желаемому результату для организации.
Осознание управляющим невозможности контроля своих подчинённых в своё отсутствие, в особенности на крупных предприятиях, привело к идее контроля через информацию о действиях и фактах, с которыми соприкасается подчинённый, зачастую собранную с помощью самого подчинённого. Это переход к контролю с помощью чисел и фактов, который является даже эффективней большого количества промежуточных управляющих. Самой первой и древней системой финансового (численного) контроля является бухгалтерский учёт. К сожалению, он не в состоянии полноценно выполнить большинство выше перечисленных потребностей управленцев даже в отношении первичной информации, поэтому и был разработан и внедрён управленческий учёт. Управленческий учёт, включая его специализированные реализации такие как производственный учёт, складской учёт, учёт в СМК, учёт в маркетинге и т. д., совместно с бухгалтерским учётом составляют информационную базу контроллинга.

## Требования к информации
В любой системе контроллинга присутствуют следующие обязательные факторы, связанные с информацией и потокам информации:
1. Информационное обеспечение
  - правильность по факту (сообщаемое соответствует запрошенному)
  - правильность по форме (сообщаемое соответствует предопределённой форме сообщения)
  - достоверность (сообщаемое соответствует факту)
  - точность (погрешность в сообщении известна)
  - своевременность (вовремя)
2. Передача и/или трансформация информации
  - подлинность факта (факт не изменён)
  - подлинность источника (источник не изменён)
  - правильность трансформаций информации (отчёт правилен при иерархической передаче)
  - архивная сохранность оригиналов (анализ работы и сбоев)
  - управление правами доступа (содержание документов)
  - регистрация изменений (манипуляции)

На этом этапе могут даже не до конца справляться специально разработанные комплексные программные пакеты и управляющие вынуждены вставлять дополнительные косвенные механизмы. Зачастую не качественно сконфигурированная производственная программа является причиной нежелательного искажения информации.

## Структура
«Горизонтально» можно описать любую контроллинговую работу, как часть диспозитивной работы со следующей структурой:
1. Планирование
2. Реализация и контроль
3. Анализ и обработка
4. Самосовершенствование

При этом существует понимание о самообучающихся организациях, где вышеперечисленные пункты находятся в постоянном цикле. Названия стадий отличаются от автора к автору.

## Сферы применения
В зависимости от сферы воздействия контроллинговой системы создаются специфические механизмы. Контроллинг НИОКР отличается от контроллинга логистики, производства. Финансовый контроллинг всей организации отличается от контроллинга маркетинга, системы менеджмента качества или от системы управления рисками и т. д. Можно перечислить некоторые распространённые сферы действий контроллеров:
- бюджетирование,
- оперативное планирование,
- стратегическое планирование,
- управленческий учёт и анализ затрат,
- налоговое планирование,
- планирование инвестиций и финансирования,
- страховая деятельность,
- информационное обеспечение,
- координационная деятельность,
- контроль подразделений,
- контроль продукционной программы,
- взаимодействие с налоговыми органами.

## Критическая оценка
Критики называют действия контроллеров зачастую слишком «техногенными». Поэтому более глубокий учёт знаний из сферы управления персоналом, в особенности оперативного и дальнего плана, становится неотъемлемой частью разработки контроллинговых систем.
Сложность качественных контроллинговых систем зачастую является барьером для успешной реализации данных методов.